# ناحیه کانونینس، شهرستان پوپ، آرکانزاس
ناحیه کانونینس، شهرستان پوپ، آرکانزاس (به انگلیسی: Convenience Township) یک منطقهٔ مسکونی در ایالات متحده آمریکا است که در شهرستان پوپ، آرکانزاس واقع شده‌است. ناحیه کانونینس ۹۳۳ نفر جمعیت دارد و ۲۰۷٫۸۸ متر بالاتر از سطح دریا واقع شده‌است.